# Aeródromo Piedra Negra
El Aeródromo Piedra Negra (OACI: SCKE), es un terminal aéreo ubicado junto a la localidad de Pelluhue, Provincia de Cauquenes, Región del Maule, Chile. Este aeródromo es de carácter público.